# Феррантес, Джованни
Джованни Феррантес (7 ноября 1903, Трани — 26 июня 1995, Милан, Италия) — итальянский шахматист, национальный мастер (1956). Судья международного класса по шахматам.
Победитель чемпионата Ломбардии 1931 г. В 1933 году стал обладателем титула национального мастера на национальном турнире в Милане.
Участвовал в итальянских чемпионатах 1952 и 1954 гг., нескольких турнирах с хорошими результатами, в том числе занимал 3-е и 5-е места на турнире Флоренции 1951 года. Будучи международным рефери, принимал участие в сотнях турниров как в Италии, так и за рубежом.
В составе сборной Италии принимал участие в Кубке Клары Бенедикт.
Известен прежде всего своей активной организационной и административной работой. Он был одним из основателей итальянской шахматной федерации и её секретарём в течение нескольких лет, начиная с 1958 года. Секретарь шахматного общества Милана с 1930 по 1937 год, административный директор — с 1938 по 1962 год. В 1951 году он основал ASIGC (Итальянскую шахматную ассоциацию игры по переписке).
Многолетний редактор журнала «L’Italia Scacchistica» (с 1946 года). Был также редактором шахматных колонок в известных шахматных журналах, в том числе, «La Settimana Enigmistica», «L’Illustrazione Italiana» (1933—1956), «Tempo» (с 1963).
В 1957 году Феррантес сыграл в партиях с Михаилом Талем во время товарищеского матча между сборными Италии и СССР.

## Спортивные результаты
| Год  | Город   | Соревнование                                   | + | − | = | Результат | Место |
| ---- | ------- | ---------------------------------------------- | - | - | - | --------- | ----- |
| 1933 | Милан   | Мемориал Падулли                               |   |   |   |           |       |
| 1938 | Милан   | Мемориал Э. Креспи                             |   |   |   |           |       |
| 1952 | Феррара | Чемпионат Италии                               | 4 | 5 | 1 | 4½ из 10  | 16—18 |
| 1953 | Милан   | Международный турнир                           | 1 | 6 | 0 | 1 из 7    | 8     |
| 1954 | Триест  | Чемпионат Италии                               | 4 | 3 | 3 | 5½ из 10  | 6—7   |
| 1957 | Прага   | Матч Чехословакия — Италия (против М. Уйтелки) | 0 | 1 | 1 | ½ из 2    |       |
|      |         | Матч Италия — СССР                             |   |   |   |           |       |
| 1958 | Шомон   | Кубок Клары Бенедикт (сборная Италии)          | 0 | 3 | 0 | 0 из 3    |       |

## Избранные партии
- Антонио Саккони против Джованни Феррантеса 1933 г.
- Джованни Феррантес против Михаила Таля. 1957 г.